# Carl Tengbom
Carl August Tengbom, född den 1 augusti 1842 i Ås socken, Skaraborgs län, död den 3 november 1913 i Mariestad, var en svensk ämbetsman.
Tengbom blev student vid Uppsala universitet 1862 och avlade kameralexamen där 1863. Han blev extra ordinarie landskontorist i Skaraborgs län sistnämnda år, länsbokhållare i Jönköpings län 1877 och lanträntmästare i Skaraborgs län 1881. Tengbom var landskamrerare i sistnämnda län 1902–1909. Han blev riddare av Vasaorden 1891 och av Nordstjärneorden 1905. Tengbom vilar på Södra begravningsplatsen i Mariestad.